# Ръждивогърда завирушка
Ръждивогърдата завирушка (Prunella strophiata) е вид птица от семейство Завирушкови (Prunellidae).

## Разпространение и местообитание
Разпространен е в Афганистан, Бутан, Индия, Китай, Мианмар, Непал и Пакистан.